# Constantin von Wurzbach
Eduard Konstantin Michael von Wurzbach-Tannenberg (Liubliana, 11 de abril de 1818 - Berchtesgaden, 18 de agosto de 1893) fue un bibliotecario, archivero, lexicógrafo, escritor, bibliógrafo y erudito austríaco. Es conocido por ser el editor del Biographisches Lexikon des Kaiserthums Oesterreich ("Diccionario Biográfico del Imperio Austríaco", BLKÖ), un diccionario biográfico de 60 volúmenes que recoge las biografías de personalidades ilustres nacidas entre 1750 y 1850 en los territorios del Imperio austríaco.

## Biografía

### Juventud

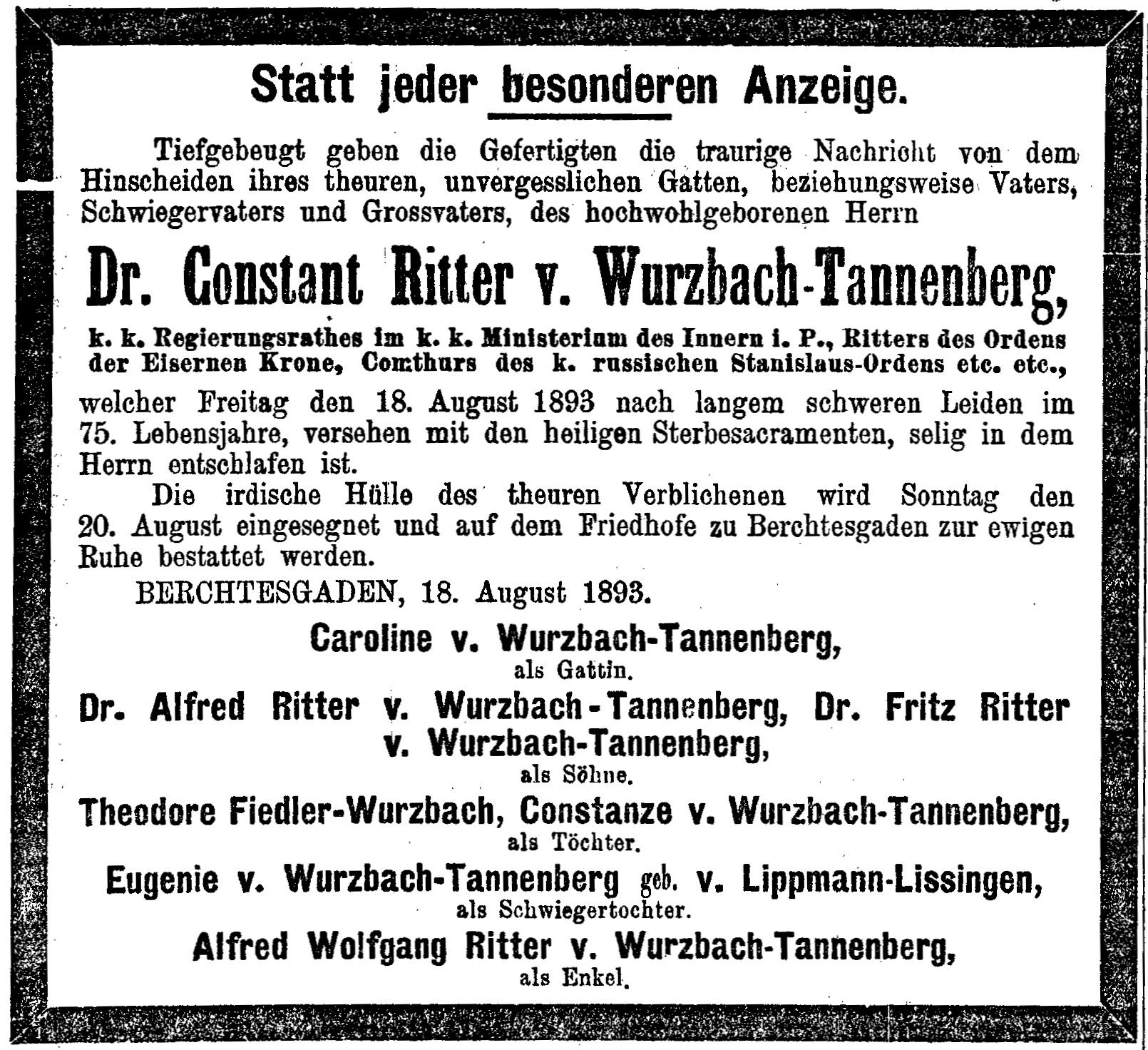
Obituario de Constant v. Wurzbach-Tannenberg

Wurzbach era el séptimo de los diez hijos del jurista Maximilian Wurzbach y su esposa Josefina Pinter; su padre fue ennoblecido en 1854 con el título de caballero (Ritter) "von Tannenberg". Pasó su infancia y juventud en Laibach (actual Liubliana), donde asistió al Liceo y estudió filosofía. Gracias a sus contactos con los ambientes intelectuales de Laibach, comenzó a dar sus primeros pasos en la poesía y a colaborar en revistas literarias. Desde muy joven recibió la influencia de la poesía de Nikolaus Lenau y Anastasius Grün, y junto con su hermano Karl –que, como él, pertenecía al círculo de jóvenes liberales de la época– comenzó a escribir poemas en alemán. Varios de sus poemas de juventud fueron publicados en 1834 en la colección Illyrische Blätter. En 1835 autopublicó un poema que dedicó a uno de sus profesores. En 1837 publicó una traducción de los sonetos de Cesare Betteloni.

### Servicio militar
En 1835 se matriculó en la Facultad de Derecho de la Universidad de Graz ante la insistencia de su padre, que no veía con buenos ojos sus inclinaciones poéticas, pero tras cuatro semestres abandonó los estudios y en 1837 se alistó en el Regimiento de Infantería "Conde Nugent", estacionado en Cracovia. Mientras servía en el ejército continuó con su actividad poética y en 1841, cuando todavía era cadete, publicó su primera antología poética, Mosaik, dedicada a su padre. El volumen apareció bajo el seudónimo de W. Constant, que utilizó posteriormente en otras publicaciones líricas y épicas. Fue investigado y castigado con una amonestación por haber publicado estos poemas sin el permiso de las autoridades censoras.
En 1841 fue ascendido a subteniente (Unterleutnant) y trasladado a una guarnición en Lemberg (Leópolis), la capital de Galitzia. Allí retomó sus estudios, paralelamente a su carrera de oficial, y en 1843 se convirtió en el primer oficial austríaco en activo en obtener un doctorado en Filosofía. A finales de aquel mismo año abandonó el ejército y obtuvo un puesto de escribiente en la Biblioteca Universitaria de Lemberg. Durante su estancia en Galitzia aprendió la lengua polaca y adquirió un profundo conocimiento de la cultura, la historia y la literatura polacas, lo que le permitió ejercer de traductor del polaco al alemán.

### Periodista y archivero

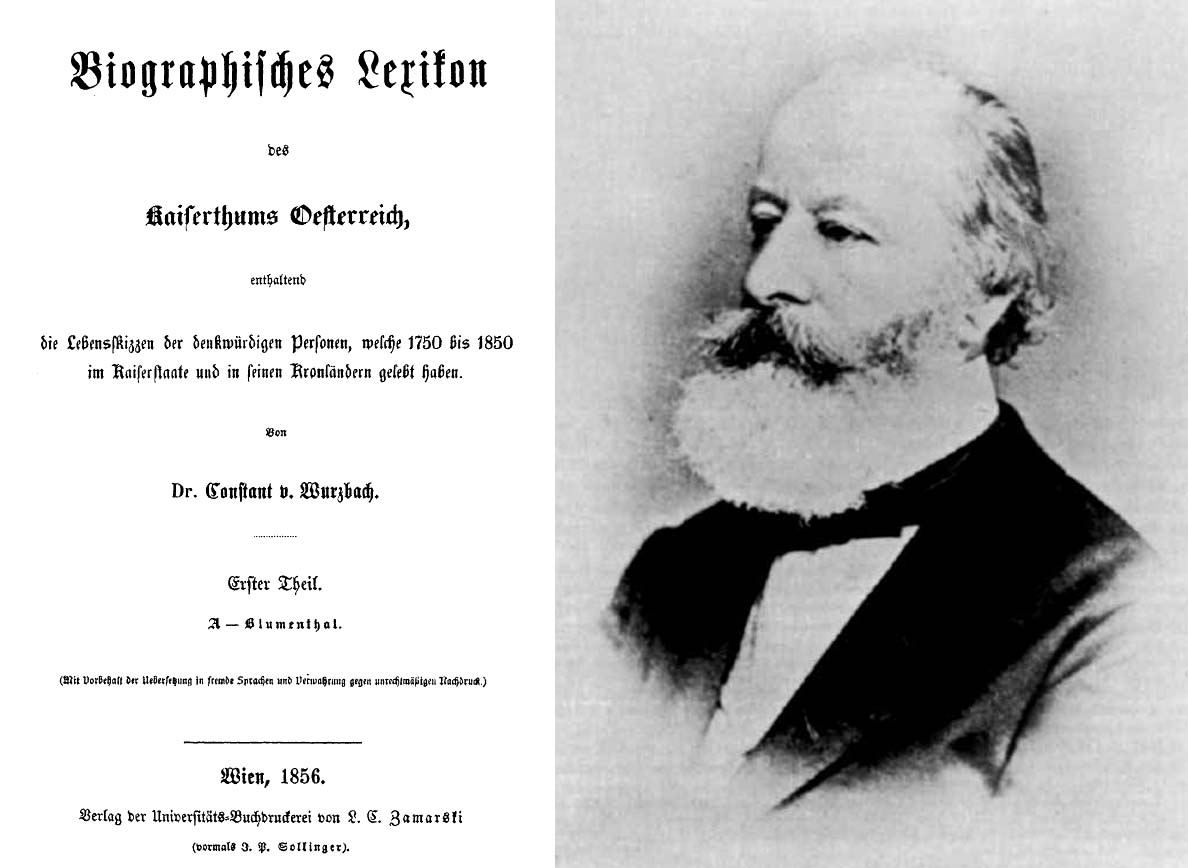
Retrato de von Wurzbach en la primera parte del Biographischen Lexikons des Kaiserthums Österreich (1856)

En 1843 se casó con Antonie Hinzinger. Aquel mismo año nació su hija Theodora, en 1845 su hijo Alfred von Wurzbach, que se convirtió en un reputado crítico de arte, y en 1849 su hijo Friedrich.
En 1847, Wurzbach aceptó un empleo en el periódico Lemberger Zeitung y vivió los sucesos revolucionarios de marzo de 1848 como cronista político. Su lealtad a la monarquía le llevó a ocupar un puesto a tiempo completo en la Biblioteca Imperial de Viena en octubre, y en diciembre fue contratado como archivero en el Ministerio del Interior. Se le encomendó la tarea de crear una biblioteca que proporcionara a las administraciones públicas el material necesario para el desempeño de sus funciones. En abril de 1849, Wurzbach fue nombrado bibliotecario de la Biblioteca Administrativa (Administrative Bibliothek), cargo que ocupó hasta 1874.
Ello le brindó la oportunidad de recopilar notas bibliográficas y biográficas, que se publicaron entre 1853 y 1856 bajo el título Bibliographisch-statische Übersicht der Literatur des österreichischen Kaiserstaates (Panorama bibliográfico y estadístico de la Literatura del Imperio Austríaco). Con los años, la importancia de la biblioteca disminuyó y en 1859 tuvo que interrumpir sus investigaciones bibliográficas. No obstante, el "Diccionario Biográfico del Imperio Austríaco" (Biographisches Lexikon des Kaiserthums Oesterreich), que Wurzbach había iniciado en 1855 y del que sólo se habían publicado tres volúmenes en 1858, fue subvencionado por la Academia Imperial de Ciencias hasta su finalización en 1891. Wurzbach recopiló unas 25.000 biografías.

### Ennoblecimiento y muerte

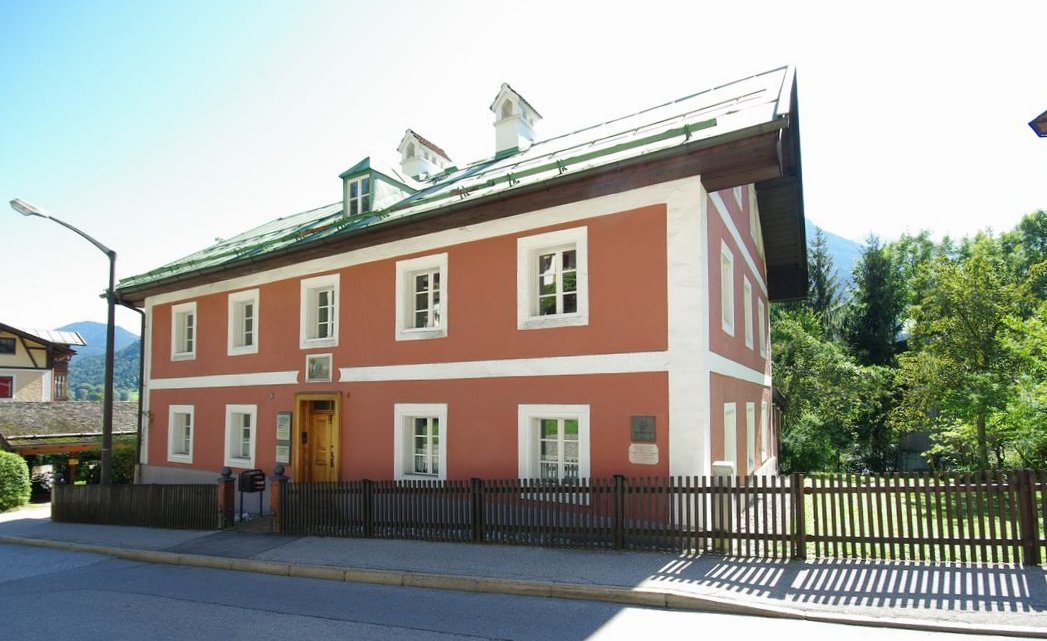
Su casa de Berchtesgaden.

En reconocimiento a sus méritos literarios, el Emperador nombró a Constantin Wurzbach Consejero de Estado y Director de la Biblioteca Administrativa del Ministerio del Interior, le nombró Caballero de la Orden de Francisco José y en 1874 Caballero de tercera clase de la Orden de la Corona de Hierro. Esta última condecoración le llevó ipso facto a ser admitido en la nobleza austríaca.
El caballero Constantin Wurzbach von Tannenberg se retiró a Berchtesgaden (Baviera), donde murió en 1893. A pesar de su interés por todo lo extranjero, cultivó las tradiciones alemanas y siguió siendo, a pesar de numerosas decepciones, un austriaco patriota. Su epitafio en el cementerio viejo de Berchtesgaden lo atestigua: "Lejos de su patria, que le recuerda con gratitud" (Fern dem Vaterlande, welches dankbar seiner gedenkt).
En 1894 se inauguró en su honor una calle del barrio de Rudolfsheim-Fünfhaus (distrito 15 de Viena), la Wurzbachgasse.

## Obras
- Die Volkslieder der Polen und Ruthenen, Viena, 1846
- Parallelen, Leipzig; Wiegand, 1849
- Die Sprichwörter der Polen historisch erläutert,[5] II edic., Viena, 1852
- Die Kirchen der Stadt Krakau, Viena, 1853
- Der Page des Kaisers: ein Gedicht von der Treue. Dússeldorf: Arnz, 1854 (en línea)
- Bibliographisch-statistische Übersicht der Litteratur des österreichischen Kaiserstaats. 3 partes, Viena, 1853–1856
- Biographisches Lexikon des Kaiserthums Österreich. 60 volúmenes, Viena, 1856–1891
- Das Schillerbuch, Viena, 1859
- Joseph Haydn und sein Bruder Michael, Viena, 1862
- Historische Wörter, Sprichwörter und Redensarten, Praga, 1863
- Glimpf und Schimpf in Spruch und Wort, Viena, 1864
- Mozartbuch, Viena, 1868
- Franz Grillparzer, Viena, 1871
- Zur Salzburger Biographik, 1872
- Ein Madonnenmaler unsrer Zeit: E. Steinle, Viena, 1879